# パワプロクンポケット3
パワプロクンポケット3は、2001年3月21日にコナミから発売されたゲームボーイアドバンス用のゲームソフトである。パワプロクンポケットシリーズの第3作目にあたり、GBA版の第1作目でもある。キャッチコピーは「手のひらにおさまる本格野球ゲーム!」。

## 概要
ハードがGBAに移行したため、グラフィックの強化・球場が広くなる・試合で守備を手動で行える・新しい変化球の追加・設定できる項目の追加など、野球部分が改善された。1チームの選手数も投手が7人、野手が14人に増加された。
タイトルコールが初めて登場する作品である。サクセスではパワポケ1からスポーツ界を牛耳る悪の組織として登場したプロペラ団との最後の決着が描かれる。
初期出荷版では、叶野ミキのイベントで強制フリーズするバグが存在する。また、ホームラン後のベースランをスタートボタンでスキップするとフリーズする。
サクセスモードのセーブデータリセット回数は符号無し8ビット整数でカウントされているため、256回リセットするとオーバーフローによってリセット1回目に戻る（GBAのパワポケシリーズ共通のバグ）。

## 3の主な新要素・変更点

### 追加モード
- アレンジ

本作に登場する「火星オクトパス」「ラッキーフラワーズ」「ドリームドルフィンズ」「プロペラデストロイヤーズ（「プロペラ団」）」、過去作品に登場した「ドリルモグラーズ」「極亜久高校」の6チームと実在の12球団に所属する選手とサクセスで育成した選手を自由に組み合わせて自分だけのオリジナルチームが作れるモード。作成したチームは対人戦やCPUとの対戦で使用可能。保存できるのは2チームまで。

### その他、特徴
- 表サクセスで守備・走塁をオート・セミオートから選べるようになった（但し、今作はパーツを手に入れる必要がある）。
- 新しい特殊能力が追加された。
- パスワード入力により、過去のパワポケシリーズの選手を登録できるようになった（これを使えば、続編のパスワードに対応しているパワプロシリーズにも旧作の選手を登録できる）。ただし『パワポケR』には対応していない。
- 実在球団の選手の顔のグラフィックが一人ひとり違った。顔の形、大きさに目の形の違いなどがある。ちなみに『パワポケ4』以降はサクセスで登場する人物のグラフィックが増えるにしたがい、実在選手の顔のバリエーションは減っている。

## 収録ミニゲーム
他のパワポケシリーズではミニゲームの難易度は1→2→3→4の順で難しくなるが、パワポケ3では逆で4→3→2→1の順に難しくなる。
GOGO ランラン
たかゆきと追いかけっこをする。捕まらずにゴールまで逃げればクリア。レベルが上がるとコースが長くなる。
わくわくゾンビゲーム
死体安置所から出ようとするゾンビを出さないようにハンマーで叩き返す。引き出しに当たるとしばらく行動不能になる。ゾンビが外に出ても捕まらずに制限時間まで逃げ切れればクリア。レベルが上がると引き出しの登場パターンが変わる。
ちゅーちゅービックリネズミ
爆弾を飲み込んだネズミ（途中で点滅する）を潰さずに他のネズミを全部潰すゲーム。他のネズミを潰すと爆弾を飲み込んだネズミが追加される。レベルが上がると爆弾を飲み込んだネズミの点滅間隔が長くなる。
ドッキリスプーンまげまげ
コマンド通りにボタンを押し、スプーンを曲げるゲーム。服部より多くスプーンを曲げれば勝ち。レベルが上がるとコマンドが複雑になるが、一定数をクリアするとレベル1でも簡単なコマンドしか出なくなる。
ドキドキ地雷パニック
#おまけサクセス（ドキドキ地雷パニック）を参照。

## 表サクセス（サイボーグ編）
本作の表サクセスは、第1作およびRの主人公が死亡したサイボーグとなっている。主人公が第1作およびRと同一人物であるためか、第1作のキャラクターや第2作のキャラが再び登場する。キャラメイク時に選手のフォーム、顔の色、オプション設定（パーツが必要）ができるようになった。また、名前入力時に漢字変換の機能と漢字選択機能が追加し、漢字の名前を表示できるようになった。
本作では体力・記憶・善悪度のメーターがある。また、所持金は仕事コマンドなどで稼ぐ。能力アップはお金を稼ぎ、パーツを唐沢博士（またはジャンク屋）から購入することでできる。能力パーツによって上昇する値は決まっており、全部で30個までパーツを持つことができる。特殊能力もパーツ化されているため、特殊能力をたくさん持ちつつ能力も高くするには、単価の高い上昇幅の高いパーツをそろえる必要がある（逆に特殊能力を諦めれば、単価の安いパーツで基本能力を高めることは比較的容易である）。能力パーツ以外にアイテムパーツがあり、こちらは選手の能力には関係無いが、過去作品のアイテムのような効果がある（マイナス特殊能力やマイナスアイテムは処分するのにお金がかかる）。このパーツ制は『9』までの裏サクセスの育成システムとして採用されている（能力の上げ方が表と同じ『6』と『パワポケダッシュ』を除く）。作成した選手は『実況パワフルプロ野球Basic版2001』（NINTENDO 64）で使用可能。
新しい要素として従来の特殊能力より高い効果を持つ超特殊能力が追加された。手に入れるには彼女と付き合いイベントをクリアしていく必要がある。一選手に付き一つしか付けられない。

### 各章のタイトルとクリア条件
- 第1章：「生きるために働け!」

火星オクトパスへの入団試験に合格する。11月4週までに火星オクトパスの入団テストで一定以上の能力値を満たしていることがクリア条件。11月3週には亀田からパーツを購入するための資金を借りることが可能。
- 第2章：「命ある限り…」

耐久度が低下したパーツを交換する。11月4週までに指定された金額（300万円）を支払うか、特定のイベントを起こすことがクリア条件。指定された金額は期限に近づくと200万円に減少するが、早めに支払うとボーナスがある。
- 第3章：「記憶を求めて!」

失われた記憶を取り戻すのが目的。本戦に負け終わるまでに指定された記憶値を取り戻して、最終日のイベントを迎えるのがクリア条件。最終日のイベントは「人の良さ（善悪度）」のステータスによって変化し、善か悪が極端に高い状態である場合はミニゲームが行われずそのままクリアになるが、善と悪が中途半端の場合はミニゲームを2回（場合によっては1回）行うことになり、勝利すると100万円のボーナスが手に入る（失敗しても選手登録はできるが、所持金全額没収の上パーツを5個破壊される）。
各章の条件をクリアできなかった場合はゲームオーバーだが、事故・特定イベント・故障「ショート」によって体力が0以下になる（それ以外ではどれだけ体力消費が大きい仕事やイベントでも0にはならない）と粗大ゴミとして廃棄、エネルギー回復アイテムの「原子炉」を所持している状態で水漏れのイベントが3回発生すると放射能漏れが発生、所持金がマイナス100万円を超えると借金のカタに売り飛ばされてしまい、ゲーム途中でもゲームオーバーとなる。

### あらすじ
かつて、極亜久高校野球部を甲子園優勝に導いた主人公。しかしその瞬間が彼の人生の絶頂期だった。その後、プロ入りしたまでは順調だったが、周囲に流され望まぬまま結婚。挙句に事故で命を落としてしまう。それから3年後、主人公は生前の記憶と引き換えに、マッドサイエンティストの唐沢博士と高校時代の友人である亀田によって、サイボーグとして蘇生された。その一方、世界はプロペラ団の放ったサイボーグ選手の暗躍により、ありとあらゆるスポーツはその手中に落ちつつあった。クローン技術で人間の身体に戻る資金集めのため、また毎年プロペラ団本部で開催される裏野球大会に潜入するため、そして失った記憶を取り戻すために、主人公は社会人野球チーム「火星オクトパス」に入団し、プロペラ団との決戦に挑む。

### 登場人物

#### ネオプロペラ団（主要人物）
主人公（しゅじんこう） 23歳（死亡後も年齢は加算）
『パワプロクンポケット』の主人公と同一人物。甲子園優勝後プロ入りするも周囲に流され望まないまま荒井紀香と結婚、プロ野球選手としても大した活躍はできず（垣内からは「あのパッとしなかった奴」と呼ばれている）、挙句の果てには「崖から川に落ちて転落死」という事故で死んでしまったが、亀田の手でサイボーグとして復活させられた。サイボーグとして目覚めさせられた後は、アルバイトで稼いだお金でパーツを揃えつつ火星オクトパスに入団して、打倒プロペラ団を目指すこととなった。
性能が低いにもかかわらず、原寸大のガンダーロボを素手で倒してしまうほどの実力を持つ一方で、街の若者との喧嘩に負ける描写もある。『14』のリセット座談会では大神博之が「ただの若者に負けるサイボーグが強いわけないだろ!」と主人公の戦闘力を低く評価しており、正史でガンダーロボに勝ったことに対して大神は「その彼にしては凄い」としつつも「だからといって、ガンダーロボより強いことにはならない」と付け加えている。
自他ともに認める「野球バカ」のはずだが、数多くの種類のアルバイトをこなすなど多芸な一面を見せる。
安物のパーツを使ってサイボーグにされていたため、目覚めて2年目にして命の危機にさらされたが、最後はプロペラ大会で優勝を勝ち取りつつ、プロペラ団を事実上壊滅させることに成功。ボールを受けたショックで失われていた記憶も完全に取り戻し、亀田の乗り込むガンダーロボを撃破。亀田を改心させ、サイボーグから人間の身体に戻してもらい、再びプロ野球に返り咲く。
最終日のイベントでは人の良さが極端に高かった場合、亀田の悪事を全て許し、亀田に「お人好しがサイボーグなど美学に反する」と言われ人間に戻されることになる（逆に極端に低い場合は亀田と結託することになる）。
なお、「荒井紀香に保険金目当てで殺された」という死因は誤りである（スタッフは元々そのような設定にするつもりだったが、取りやめとなった）。
亀田 光夫（かめだ みつお） 23歳
本作の相棒兼最終ボス兼ネオプロペラ団の自称リーダーで主人公を復活させた張本人。『2』ではサイボーグであったが、この作品で生身の人間に戻っている。『1』の時に比べ性格はかなり歪んでいるほか、様々な言動から主人公に対して屈折した感情を抱えていることがうかがえる。智美に想いを抱いていたが、彼女が本当に好きなのは主人公であって、自分はただの当て馬に過ぎないということに気づき、プロペラ団に資料として保管されていた主人公の脳を奪って唐沢博士と共に脱走し、ネオプロペラ団を設立した。最後は主人公から巻き上げた金で自作した等身大ガンダーロボに乗り主人公と対決するが敗北。心の甘さを主人公に叱責されて改心した。この後の結末は主人公の人の良さによって分岐するが、正史では主人公を元の姿に戻している。
唐沢ヒナコの正体を知っており、主人公が目覚める前にちょっかいを出していたものの、頑なに断わられた上に唐沢博士にも怒られたため、諦めモードだったとのこと。彼女がサイボーグであるのを主人公に教えなかったのは彼なりの優しさだった。本編でもヒナコルートでは多少人の良さを見せている。また、主人公が記憶を取り戻した際も、主人公が智美に失望しないように下手な嘘をついてまでプロペラ団を裏切った本当の理由を隠した。『5』にも登場。
唐沢 博士（からさわ ひろし）
亀田と共に主人公を復活させた科学者。ダイジョーブ博士をして“天才”と言わしめるほどの技術と広い知識を持ち、PX-001ことたかゆきを製作したのも彼である。
正史では後にプロペラ団工作員風の謎の工作員に暗殺された。

#### 火星オクトパス
垣内 善冶（かきうち ぜんじ）
ひょんなことから火星の土地を手に入れたため（ただし所有しているのは権利書のみで、実際にはジョークグッズとしての性質が強いことも理解している）、火星の開拓を目的にしている会社「火星カンパニー」の社長であり、主人公たちが所属する事になるチーム「火星オクトパス」の監督でもある。ヤクザを彷彿とさせる物騒な言動が多いが、夢を追いかけることに全力を尽くす熱い性格で、主人公たちや社員からも信頼されている。最初は大会の賞金目的で野球をやっていたが、だんだんと野球好きになる。『6』でも裏野球大会に火星オクトパスを率いて出場している。
1年目ゲームオーバーで主人公は結果的に彼に殺害される。
なお、物語で名前を「垣原」、「垣岡」と誤表記されている。
火星カンパニー社員（かせいカンパニーしゃいん）
火星カンパニーの社員で、主人公のチームメイトとなる選手たち。帽子にスーツにサングラスと全員同じ格好だが、これは相手の威圧や団結力の誇示など様々な理由があり同じ格好をしているとのこと。最初は主人公が唖然とするほど野球が弱いが、垣内同様、だんだんと野球にハマっていく。作中で登場する名前付きの社員は品川、福田、巴川、ピンスケ（チームでは「三野」として登録）の4人。
アルベルト・安生・アズナブル（アルベルト・あんじょう・アズナブル）
シリーズ常連の怪しい外人。かつて教師をしていたため、主人公と亀田とは面識がある。火星オクトパスの4番を務めているが、垣内曰く「アンヌのおまけ」であり、試合前に牛乳の飲み過ぎで腹を下したり、ドームの照明が落ちてきて怪我するなど、なんだかんだで毎回ベンチ入りで、結局試合に出ることは無かった。連続イベントでは度々トラックに撥ねられるが、何事もなかったかのように振る舞う。
アレンジチームでは選手として登録されており、試合で起用することが可能。マイナス特殊能力が多い反面、元大リーガーらしく基本能力は非常に高い優秀な選手となっている。
アンヌ・安生・アズナブル（アンヌ・あんじょう・アズナブル）
アルベルトの妹。元AAAの女投手。勝気な性格だがアルベルトとは比べものにならないくらいまとも。火星オクトパスのエース。非常に頭がいいが「教科書と先生が悪かった」ためにかなり男勝りで乱暴な日本語を使う。いつも兄に心配されており、そんな兄を多少疎んじていたり、兄がけがをした際もいつものことだと平然としていたりするが、兄弟仲はそれほど悪くはない。亀田がケンカを売るたび、いつも返り討ちにしている。
表向きはAAAをクビになって来日したことになっているが、ある試合での観客からの悪質な野次に耐えかねて兄を頼って逃げるように日本に身を寄せたのが真相である。
なお、選手兼彼女候補は、『パワポケ』史上彼女が初めてである。野球に熱心で恋愛にあまり興味が無いため、主人公がデートを申し出ても断られやすいが、代わりにバッドエンドがない。狙える超特殊能力は「呪縛」「豪力」。
鋼が加わると場合によっては自分が用無しだと落ち込むイベントもあるが、その際の選択肢によっては強化される。

##### 仲間
PX-001（ピーエックスゼロゼロワン）/たかゆき
プロペラ団製のロボット。ポジションは外野手。
俊足と強打に優れる上位打者。性能は高いが外見が嫌われ、地下のロボット工場で肉体労働をさせられていた。「～ガンス」という口調で話していたが、主人公の仲間になった後は人間を自称し、普通に喋る。サイボーグである主人公に嫉妬しており、ロボット扱いされることを極端に嫌う。主人公よりも早く唐沢博士に製作されたため、主人公に対しては兄貴風を吹かせる。
ミニゲームは「GOGO ランラン」。このゲームに負けると、亀田からしばらくの期間「負け犬」と呼ばれる。仲間にしていないと最後の試合で相手チームが強化される。以降の作品でも頻繁に登場。
立花 ボボ（たちばな ボボ）
行き倒れていたところをプロペラ団に拾われ改造されたバッタの改造人間。ポジションは遊撃手だが二塁手も守れ、特にミート力と守備に優れる。
組織の金を使い込んでゾンビの実用化を目論んでいたが主人公に阻止され、チームに加わる。バッタとは遺伝子レベルで融合させられているので、体は緑色で、ダメージを受けた際には口から黒い液体を吐く。プロペラ団の幹部の一人が「改造人間1号はバッタでやんす」と発言したことにより、この姿になってしまった。
本人曰く元々は美形でエース兼4番だったらしい。仲間にしないと最後の試合に敵として加わる。ミニゲームは「わくわくゾンビゲーム」。
ネロ 23歳
プロペラ団の傘下にあった聖皇学園の元4番。ポジションは一塁手だが、捕手と外野手もこなせる。
怪力の持ち主だが、容姿と頭が悪いためにプロ入りさせてもらえず、廃工場で見張り役を任されていた。知能は幼く力加減が苦手な面があるが、野球が大好きで根は純粋な心の持ち主。
ミニゲームは「ちゅーちゅービックリネズミ」。仲間にしないと敵側チームの4番になり、強化されてしまう。
ルートによっては鋼と共にメジャーリーグを目指すべく、泳いで太平洋を横断してアメリカに渡ろうとする様子が描かれたエンディングを見ることができる。
服部 国男（はっとり くにお）
「フラップ教団」というインチキ新興宗教の教祖。体育会系の信者を騙していたが、主人公にインチキを見破られる。ポジションは投手。
かつては野球選手だったが、指先の器用さを悪用した「スピットボールの服部」として名が知れており、不正行為がバレて球界を追放された過去がある。本来なら反則しなくても七色の変化球が投げられるほどの指先の器用さを持っており、イカサマを見破った主人公との勝負に負けて改心しチームに加わる。
文才があり、自分で書いた小説を主人公に読ませてくれる。そのジャンルは壮大な実験的叙情詩、読者が犯人を想像する推理小説、文庫にして上中下各2分割6冊3000ページのSF小説など多岐に渡る。その小説は難解であったり長大であったりするので主人公からは嫌がられている。
執筆活動以外にも怪しげな商売を行うイベントが発生することもある。
登録名は「教祖」だが、小説に関するイベントをすべてこなすと小説家となり、登録名が「小説家」に変わり、全方向の球種を使う投手にパワーアップする。ミニゲームは「ドッキリスプーンまげまげ」。
なお、仲間にしないまま最後の試合を迎えると、教祖の妨害工作を受ける。
倉刈 仁志（くらがり ひとし） 37歳
元モグラーズ選手。ポジションは遊撃手だが、捕手と外野手もこなす。走攻守全てのバランスが良い。
プロペラ団に反発して球界を去り、現在は平山の草野球チームの助っ人をしている。妻には逃げられたらしい。主人公と娘の日出子からの説得で、助っ人としてチームに参加する。加入以後も過去を吹っ切れずにいたが、主人公に叱咤激励され、再び日本一の野球選手を目指す。その後の作品にも頻繁に登場。
ドミオ・バンデラス/メカドミオ 33歳
元モグラーズ選手。ポジションは外野手だが、三塁手と一塁手もできる。
倉刈と同様の理由で球界を去っていたが、そのまま日本にいたままだったらしい。妙に明るい性格も相変わらず。倉刈がいると登場することがあり、「メカドミオ」としてサイボーグ化するとパワーアップ。
ルートによっては日本で外国人タレントとして活躍するエンディングが見られる。
冬野 枯夫（ふゆの かれお） 23歳
元白鳥学園キャプテン。『1』で登場し、『2』でも一定条件下で試合中に補充要因として選手登録される。『パワプロ5』サクセスでも白鳥学園を選んだ場合のみマネージャーとして登場した。
ランダムイベントで登場して練習の様子を見ており、元プロ野球選手という点をアピールしつつ仲間にしてくれと主人公に頼み込んでくる。このとき、断り方が悪いとトラックで主人公を轢きに来る。
仲間にした場合、主人公のために「ウルトラ予備電池」「自爆装置（推進装置と自動誘導装置付き）」「原子力発電」などの様々なパーツを作り数々のマイナスイベントを引き起こすが、最後には貴重なパーツである「威圧感」をくれる（しかし、人の良さが低いと騙されたことになり、マイナスパーツになってしまう）。選手としての能力は相変わらず低い。
基本的には主人公に迷惑ばかりを掛けるが、弱気になっている主人公を「負ける前に負けてどうするんですか」と言って励ます意外な面も見られる。また「原子力発電」も一部アルバイトを行う際には回復手段として有用。
鋼 毅（はがね つよし） 23歳
プロペラ団の傘下にあった大東亜学園の元キャプテン。150キロ超えの速球を持つ本格派投手であるが、野手としてもクリーンナップレベル。時代がかった古風な口調で喋る。プロペラ団とは縁を切ったらしく、主人公がプロペラ団と戦おうとしているのを聞き、助っ人として加わる。
自他共に甘えを許さない厳格な性格であり、主人公の気の緩みを指摘することで主人公の心の病を治すこともあるが、物語の展開によっては主人公に失望してチームから去ることもある。ネロとは以前から知り合い。
プロペラ団に加担していた罪悪感からプロ入りは諦めているが、野球への情熱は決して絶やさない熱血漢。
エンディングではネロと共に泳いで太平洋を横断してアメリカに渡ろうとしていた。

#### 彼女候補
唐沢 ヒナコ（からさわ ヒナコ）
唐沢博士の娘。優しい性格で、家事が大好き。彼女には大きな秘密がある。その正体は主人公と同じサイボーグ。見た目は完璧に人間でも腕を着脱できるなど、普通の身体ではない。母親は唐沢博士と同じ科学者であり、30年前の彼女の実験事故によってヒナコは身体の半分以上を失った。博士はヒナコを生命維持装置で眠らせ、いつか医学が進歩して娘を助けられる日まで待っていた。その前にヒナコの身体が壊れ始め、博士は未来人から提供された技術とプロペラ団の最新設備により、ヒナコをサイボーグとして甦らせたのである。亀田はヒナコの事情を把握していたが、主人公のために彼女の正体を黙っていたらしいが、主人公も付き合う内にうすうす感じてはいたらしい。サイボーグであることを本人から聞いても好きな気持ちを変えなかった主人公に、彼女は3年目に主人公の活躍を間近で見たいとプロペラ大会に同行する。しかしプロペラ島の爆発騒動の中、主人公を身を呈して守ったためにビックボスに頭を撃たれてしまう。
エピローグにて唐沢博士の手により主人公とともに人間に戻れることがわかるも、頭を撃たれた影響で記憶が白紙の状態となってしまい、30年前の実験的にバックアップされた記憶データは流し込まれるものの、自分がサイボーグであったこと、主人公との3年間の思い出がなかったことになってしまう。そしてヒナコは30年前の頃の記憶だけ持って目を覚ます。しかし、主人公の名前だけは覚えていた。その後主人公と一から交際し、結婚した。教会で結婚式を挙げたが、同時にその日から行方不明となってしまった父のことを心配していた。狙える超特殊能力は「闘気」「鉄腕」。
寺岡薫（てらおか かおる）
大学院の隅の研究室で怪しい研究をしている大学生。性格は超プラス思考。サイボーグである主人公に興味を示し、その身体を調べさせてもらう事と、研究資金を援助してもらうのを条件に主人公の延命パーツの製作を請け負う。2年目に大学にいくと合計140万円で主人公を助けてくれる。加藤理香とは師弟関係である。
実は中学生の頃に放射線被爆しており、脳に悪性の腫瘍が出来ている。脳に異常をきたしているためにサイボーグになることも出来ず、ゲーム開始時点で余命幾ばくも無く（このとき残り3年）、なんとか生き延びるために生命維持装置と、その稼動のための極小電力炉の開発を行っていた。彼女の科学信仰はこういった自身の境遇によるものが大きいと思われる。彼女のルートに入った場合、主人公の延命処置が完了した後も彼と交流を続け、お互い惹かれ合っていくのだが、極小電力炉の最終実験中に起きた爆発事故に遭ってしまう。この時までに彼女に十分な資金援助を行っていた場合は事故から生還し、加藤のツテから渡米して研究を続け、電力炉を完成させた後に無事主人公と再会を果たす。その際発明品に彼の名前をつける。
狙える超特殊能力は「神速」「絶倫」。後に『パワポケ8』にも登場し、『10』の時代に病気で死亡するが、『11』で唐沢博士と共にシリーズ全体を通しての重要人物であることが明らかになる。
アンヌ・安生・アズナブル（アルベルト・あんじょう・アズナブル）
火星オクトパス関係者の欄参照。
四路智美（よみち さとみ）
プロペラ団の欄参照。
叶野 ミキ（かのう ミキ）
病院で働く看護婦。誰に対しても分け隔てなく接する気さくな人物。昔、恋人を事故で失い心の傷になっている。亀田が一方的に片想いする。場合によっては彼女を助けるためにとんでもなく大きな犠牲が必要となる。また最高まで好感度を上げてイベントを迎えると特殊能力「威圧感」を入手できる。展開によっては彼女がサイボーグになることも。
大宮由佳里（おおみや ゆかり）
野球好きな小学生の少女。重病に冒されているが、家が貧しいため治療を受けることが出来ない。好感度は設定されているが、厳密には彼女候補ではないためデートなどは無い。野球好きな仲として主人公と意気投合するが、ある日を境に公園で野球する姿を見かけなくなってしまう。後に病院で偶然主人公と再会を果たすが、彼女の病はだんだんと重くなり始めており、遂には命の危険に迫ってしまう。彼女を救うには300万円という膨大な額の治療費が必要であり、払わなかった場合は病死、払った場合は無事回復し、元気に野球をする姿が見られる。狙える超特殊能力は「奪力」「剛球」。

#### プロペラ団
Mr.リッチモンド（ミスターリッチモンド）
プロペラ団の総帥。通称「ビックボス」。全ての娯楽スポーツの支配を目指しており、たった一つの例外をも認めない頑固者。若いころに戦争があって好きなスポーツができなかった怒りをプロペラ団の活動に昇華。末期にはスポーツを守るという本来の目的を見失って組織を迷走させた。智美を頼りにしているが全幅の信頼は置いていない模様。最後は自らのプロペラ島の資金を捨てきれず、プロペラ島と運命を共にする事を選び部下のイワノフからも見捨てられプロペラ島と運命を共にして文字通り「金の亡者」となった。
四路智美（よみち さとみ）23歳
プロペラ団日本支部長にして主人公の同級生。死んでしまった主人公に割り切れない思いを抱いていた。今作でも彼女候補を務める。ビッグボスのことを快く思っておらず、「ジジイ」や「金の亡者」などろくな呼び方をしていなかった。結末は三つあり、場合によっては死亡することも。狙える超特殊能力は「気迫」「鉄腕」「緊縛」「闘気」。
小林安男（こばやし やすお）
プロペラ団日本支部の幹部。55号というコードネームを持つ。元プロ野球のスカウトで、傲慢なプロ選手に嫌気がさしてプロペラ団に入ったが、最近は組織の在り方に疑問を抱いている。ストーリーを進めると智美から「草」の任務を与えられ、事実上プロペラ団からの脱退を許される。前2作にも登場。
イワノフ
裏社会のSP。プロペラ団本部でMr.リッチモンドの側近を務める男。サングラスを掛けた金髪で体格が良いのが特徴。その一方で小心者の一面があり、何よりも自分の命が大切な模様。Mr.リッチモンドに忠誠を誓っていたが、主人公がプロペラ島の自爆スイッチを作動した際はMr.リッチモンドが自らのプロペラ島の資金を捨てきれず、プロペラ島と運命を共にする事を選んだ事に対し、イワノフはMr.リッチモンド共々プロペラ島で運命を共にするどころか自分の命惜しさにMr.リッチモンドを裏切り、プロペラ団壊滅後も生き残った。
プロペラ団工作員（プロペラだんこうさくいん）
プロペラ団の工作員。真っ黒の服に赤いマフラー、頭にプロペラを乗せ、Pというマークをつけた服が目印。
ほとんどのプロペラ団工作員は善意のボランティアで、そもそもはスポーツ界を良くしようと思った者が多いらしい。

#### その他
木岡（きおか）
垣内の腐れ縁であり、「社長」よりも「組長」の呼び名がよく似合う人物。火星オクトパスのライバルチーム「ラッキーフラワーズ」で毎年試合を挑んでくる。最初はプロペラ団の賞金目的で野球をやっていたが、野球好きになる。
外藤侠二（がいどう きょうじ） 24歳
主人公の高校時代の先輩。主人公の嘘を即座に見抜き、死んでいたが復活したという事情を知るがサイボーグであることは知らない。記憶喪失になった主人公の面倒を色々と見てくれる。たこ焼き屋になったことは第1作で明かされていたが、今作ではバイト先としても登場する。この仕事をすると若干記憶が戻る。極亜久高校のうろつきイベントをかなり進めると主人公の記憶を荒療治で大幅に戻させるイベントがある。
平山 紀之（ひらやま のりゆき） 23歳
主人公の高校時代の同級生。現在は実家の酒屋で働いている。高校をうろつくと登場し、極亜久高校が廃校になったことを教えてくれる。主人公が生き返ったことは知らされていない。イベントではチームメイト達の近況を教えてくれる。サクセス内ではチームに加わらないが、アレンジチームでは火星オクトパスの投手として登録されている。
三鷹光一（みたか こういち）
主人公の高校時代の同級生。プロペラモグラーズの選手となっていたが、プロペラ団を批判したため、ケガで1シーズンを棒に振ることとなった。『5』でも他プロ球団の投手として登場している。
ダイジョーブ
スポーツ医学の天才。今作は主人公が人間ではないのでおなじみの改造手術は行えないが、代わりに試作サイボーグ用パーツの実験台になることができる他、エネルギー回復や病気の治療も行える。今作では博士の昔話を聞くこともできる。
元々はある組織でロケットの研究開発をしていたが、当時の宇宙ロケットの打ち上げ能力は低かったため、成功率を上げるために乗員を強化しようと考え（低酸素や衝撃に耐える身体に）、人体改造を始めたという。当初の人体実験は本人の許可のもと行っていたが、戦争が始まると同僚は「ロケットに爆弾を積め」と上層部に要求され、博士は「戦車より強い兵士を造れ」と命令された。このとき、多くの被験者が本人の意思と関係なく集められ、人体実験に使われたという。戦争に利用されることに嫌気がさした博士は研究所を爆破してドイツから逃亡した。
荒井三兄弟（あらいさんきょうだい）/荒井 金男（あらい かねお）、荒井 銀次（あらい ぎんじ）、荒井 晴男（あらい ぱるお）23歳
シリーズの常連キャラクター。本作でもモグラーズの球団職員として働いている。ランダムイベントで登場し、主人公の記憶が戻る助けとなるが、わけのわからないことばかりしてストレスも溜まる。最終的には主人公がサイボーグであることを知り、主人公の腹の中にキムチを入れてショートさせる。
荒井 紀香（あらい のりか）
主人公の夢の中のみにランダムイベントで登場。紀香が夢に現れるイベントが発生すると記憶は戻るがストレスも溜まる上、イベントの回数を重ねるにつれてストレスの増加量も大きくなってしまう。
大谷 健（おおたに たけし）
プロペラ団を調査している新聞記者。後に主人公に協力してプロペラ団の実態を世間に公表した。後の作品にも登場。
チャン
ジャンク屋を経営する中国人風の男。唐沢博士が研究費用欲しさに大量に横流ししたというサイボーグ用パーツ（特殊能力パーツ・消費アイテムパーツ）を売ってくれるほか、時折おまけしてくれることもある。ネオプロペラ団関係者以外で主人公がサイボーグであることを知っている数少ない人物。後の裏サクセスでもたびたび登場する。
犬（いぬ）
野良犬。唐沢博士に目を付けられてサイボーグにされそうになり、イベントの展開次第ではトラックに轢かれてサイボーグにされてしまう。
チンピラ
街で主人公から金を巻き上げようとする若者。サイボーグの主人公を再起不能寸前まで追い込むほどの強者。対人ミサイルがある場合はそれを使うことで撃退できる。また、ネロを仲間にしているとネロが倒してくれる。
森田 健一（もりた けんいち）
警察官。道端でエネルギー切れになって動けない主人公を等身大の人形と思い、粗大ゴミとしてゴミ捨て場に運ぶ役目を務める。
たかし
帽子を被っている野球好きの少年。大宮由佳里の友人。序盤の定期イベントでまさると共に「モグラーズはひっかけだよな」とプロ野球界のヤラセを見抜いており、そのことを主人公に教える。『6』でも登場する。
まさる
たかしと同じく野球好きの少年で大宮由佳里の友人。「～でしゅ」と喋る。
来図 枢由（きず すうゆ）
プロペラ島大会の対戦相手「ドリームドルフィンズ」の監督。高利貸しもしており主人公が借金をした際にも取り立てにやって来る。ビジネスに失敗しており、株と外車を転がす優雅な生活に戻ることを夢見ている。主人公からは「山師」扱いされる。名前はセガのゲーム開発者のアナグラム。
おばちゃん
初期シリーズ常連。本作では主人公をゴミの分別に付き合わせたり、主人公に水をかけてショートさせたりと迷惑な存在。
フラップ教団の信者
服部が教祖を務める「フラップ教団」の信者。モブなので全員同じ外見。服部のミニゲームで敗北すると主人公を袋叩きにする。
ゾンビ
立花が病院で実用化を目指していたゾンビ。立花曰く「球場の作業員や売り子をやらせて人件費を節約するつもりだった」とのこと。

### 作中用語
ネオプロペラ団
亀田光夫が唐沢博士と共に作り上げた、打倒プロペラ団を目指す組織。構成員は前述の2人と唐沢が蘇らせた主人公を含む3人。資金が常に不足しているため、主人公のアルバイト代や火星オクトパスからの報酬で活動している。本部はボロアパートの一室であり、唐沢の様々な実験器具が所狭しと並んでいる。
火星カンパニー
垣内善治が火星の土地を手に入れたことから、火星に行くことを目的に活動する企業。プロペラ団の主催する大会で賞金を得るために社員で野球チーム火星オクトパスを構成している。社員は全員帽子にサングラス、スーツに髭の生やし方まで全て同じ格好なために主人公も見分けがつかないらしい。一見すると柄の悪いチンピラばかりだが、社長と似て人情に厚く野球にも真剣な者が多い。
プロペラ団
『1』『2』にも登場した世界最大のプロモーター企業。ボスはMr.リッチモンド。本部はアメリカにある。世界中に支部を持ち規模の拡大を続けているが、それ故に資金不足に陥っており、組織の財政は破綻寸前と言われている。鋼曰く「死病の鯨」。この組織は、ボスを倒しても別の人物がボスになり、本部を潰しても別の場所に本部が出来るだけで、そう簡単に壊滅できない組織だが、この組織が生き延びるには、資金が絶対的に必要となっているため、毎年12月に行われるプロペラ島の裏野球大会が必要不可欠で、その島が消滅すると組織は完全に崩壊することになる。
元々は世界の娯楽スポーツを健全に保つことを目的とした善良でまともな組織だったが、その中に眠る利権や暴力に対抗するために利権を上回る利権、暴力を上回る暴力を追求し続けた結果、悪の組織へと変貌していった。太平洋の真ん中にあるプロペラ島と呼ばれる人工島で毎年12月に裏野球大会を開催しており、多くの草野球チームが莫大な賞金を求めて集まり、プロペラ団は「プロペラデストロイヤーズ」というチームで出場し、負けは絶対に許されないとされており、大会はプロペラ団が必ず優勝を果たしていたが、第3章で「火星オクトパス」に敗れ、優勝を逃してしまった。
サイボーグ技術を始め数々のオーバーテクノロジーを所有しているが、本作でネオプロペラ団の活躍と世界中でのプロペラ団の混乱により組織は崩壊する後、サイボーグ技術などのオーバーテクノロジーと組織の規模は『4』以降登場する「大神グループ」（後期作品では「オオガミ」）引き継がれ、シリーズ全体に影響を与え続けることになる。なお、それらのオーバーテクノロジーの本来の所有者と真の目的は後期の作品で明らかにされる。

## おまけサクセス（ドキドキ地雷パニック）
前作の「戦争編」にあった、「呪い島」とほぼ同じ、実質的な第2のサクセス。新規選手を作ることもできる（第5エリアまでクリアしないと終了・選手登録できない）が、サクセス選手を移行してさらなる能力向上を図ることも出来る。ただし地雷を踏むか時間切れでゲームオーバーとなり、選手のデータは消える。パスワードで入力した選手は使用できない。
実は「戦争編」と同様のストーリーのある裏サクセスを作る予定であったが、GBAへのプラットフォーム変更に伴い仕様も変更されてしまい、その対応に追われたため、ミニゲーム的なものしかできなかったという事情がある。
後にDSへプラットフォームが変更となったパワポケ8でも同じ轍を踏んでいる。

### ルール
穴を掘ると周囲8方向にある地雷の数が表示される。プレイヤーはそれを手がかりに安全な場所を掘り進めゴールにたどり着くことを目標とする。マインスイーパと同じルールであるが、すべてのマスを開ける必要はない。
エリアには能力パーツが入っている宝箱、お金が入っている袋、制限時間延長や周辺の地雷の場所を示すなどの効果があるアイテムがある★マークがある。必ずしもいいアイテムや効果があるわけではなく、宝箱にはマイナス特殊能力パーツが入っている場合もあり、★マークには掘った穴が埋まる効果もある。パーツを30個所持している場合はすでに所持しているパーツを捨てなければ宝箱が拾えない。このとき、マイナスパーツ（お金を払って下取りするパーツ）は捨てられない。
各エリアの制限時間は7分。ゲームを終了するか5エリアクリアするごとにチャンの店でパーツの売買ができる。先のエリアに進むごとに袋の入っているお金の量が増え、パーツの価値も上がるが地雷も多くなる。

## 収録選手
選手名および球団名は2001年度ペナントレース開幕当時のデータを搭載したものである。各チーム投手7人、野手14人の総勢252人の選手が収録されている。当時西武のアレックス・カブレラが「キャブレラ」となっている。

## スタッフ
- プロデューサー - 赤田勲
- プログラマー - 井上秀登、西川直樹、宮岡宏司、三浦陵介
- グラフィック - 藤岡謙治、佐々木隆行、萩原千香子
- サウンド - 小倉努、井上秀登、北川保昌、砂子純子
- 取扱説明書・パッケージなど - 宇野智
- パッケージCG制作 - 山本竜彦
- イラスト - 藤岡謙治
- 選手データ作成 - DIAMOND HEAD 選手データ作成スタッフ
- スペシャルサンクス - 大木賢二、飯原千佳、DIAMOND HEADのみなさん
- 広報担当 - 江澤亜希子
- ディレクター - 藤岡謙治
- KCEO
- KONAMI